# افعی بوته‌ای سبز
افعی بوته‌ای سبز(نام علمی: Atheris squamigera) افعی بوته‌ای گونه‌گون, افعی برگی افعی درختی سبز هالووِل, and others) گونه‌ای از افعی‌های سمی بومی است که در غرب و مرکز آفریقا زندگی می‌کند. در حال حاضر هیچ زیرگونه‌ای از این افعی شناسایی نشده است.
میانگین طول کل (بدن + دم) افعی بوته سبز ۴۶ تا ۶۰ سانتی‌متر (حدود ۱۸ تا ۲۴ اینچ) با حداکثر طول کل که گاهی از ۷۸ سانتی‌متر (حدود ۳۱ اینچ) فراتر می‌رود و ماده‌ها معمولاً بزرگتر از نرها هستند.

## سم
گزش A. squamigera منجر به حداقل یک گزارش از عوارض شدید خونی و همچنین دو مورد مرگ شده است. اگرچه هیچ پادزهر خاصی برای جنس Atheris ساخته نشده است، ضد سم برای جنس Echis نشان داده شده است که تا حدی در خنثی کردن زهر Atheris مؤثر است.

## شکار و رژیم غذایی
رژیم غذایی Atheris squamigera عمدتاً از پستانداران کوچک تشکیل شده است، اگرچه مواردی از آدمخواری در این گونه ثبت شده است!!
A. squamigera یک شکارچی شبانه است و رنگ آمیزی آن به آن اجازه می‌دهد تا با محیط خود ترکیب شود و به شکار کوچکی که از آن تغذیه می‌کند کمین کند. مجهز به دو نیش توخالی جلویی است که از طریق آن سم هموتوکسیک به طعمه خود تزریق می‌کند و آن را بی دفاع می‌کند.

## تولید مثل طبیعی
در طبیعت A. squamigeras پس از رسیدن به بلوغ جنسی در ۴۲ ماهگی برای ماده‌ها و در ۲۴ ماهگی برای نرها شروع به تولید مثل می‌کند. تولید مثل یک بار در سال و اغلب در فصل
مرطوب انجام می‌شود. A. squamigera زنده زا است، و یک جفت موفق می‌تواند تا ۱۹ نوزاد تولید کند، اگرچه میانگین آن ۷ تا ۹ است. A. squamigera ماده جوان خود را در طول یک دوره بارداری دوماهه به داخل حمل می‌کند. پس از تولد، نوزادان توسط مادر رها می‌شوند، زیرا آنها سمی به دنیا می‌آیند و کاملاً خودکفا هستند.

## ریخت‌شناسی

### اطلاعات تکمیلی در مورد ریخت‌شناسی
رنگ در برخی از جمعیت‌ها یکسان است، اما در برخی دیگر متغیر است. رنگ پشتی از سبز مریم گلی یا سبز روشن تا سبز، سبز تیره، مایل به آبی، زیتونی یا قهوه ای زیتونی تیره متغیر است. نمونه‌های نادری ممکن است یافت شوند که زرد، قرمز یا خاکستری هستند. فلس‌ها دارای کیل‌های روشن و گاهی اوقات نوک زرد هستند که مجموعه ای از ۳۰ یا بیشتر نوار متقاطع یا شورون روشن را تشکیل می‌دهند. در دم، ۱۰ تا ۱۹ شورون وجود دارد: همیشه به وضوح مشخص نیست، اما معمولاً وجود دارد. لبه شکمی پشتی دارای لکه‌های روشن به صورت جفت است. رنگ سیاه بینابینی تنها زمانی قابل مشاهده است که پوست کشیده شده باشد. شکم زرد یا مات تا زیتونی کم رنگ است. ممکن است رنگ یکنواخت یا به شدت خالدار با لکه‌های سیاه رنگ باشد. گلو گاهی اوقات زرد است. دم دارای نوک عاج سفید رنگی به طول ۷ تا ۱۲ میلی‌متر است که تا ۱۰ ساب دمی به عقب کشیده شده است.
نوزادان دارای رنگ تیره و زیتونی با نوارهای مواج، زیتونی کم رنگ تر یا زیتونی مایل به زرد با حاشیه‌های زیتونی تیره ریز، میله‌هایی با فواصل ۵ میلی‌متری (۰٫۲۰ اینچ) و شکم زیتونی مایل به سبز کم رنگ تر هستند. الگوی رنگ بزرگسالان در عرض ۳ تا ۴ ماه ایجاد می‌شود.